# Фери (Аљаска)
Фери (енгл. Ferry) насељено је место без административног статуса у америчкој савезној држави Аљаска.

## Демографија
По попису из 2010. године број становника је 33, што је 4 (13,8%) становника више него 2000. године.
| Група             | 2000.      | 2010.      |
| Белци             | 28 (96,6%) | 32 (97,0%) |
| Афроамериканци    | 0 (0,0%)   | 0 (0,0%)   |
| Азијати           | 0 (0,0%)   | 0 (0,0%)   |
| Хиспаноамериканци | 1 (3,4%)   | 0 (0,0%)   |
| Укупно            | 29         | 33         |